# Anne Elvebakk
Anne Elisabeth Elvebakk Linn, née le 10 mai 1966 à Voss, est une biathlète norvégienne. Elle a gagné l'édition 1987-1988 de la Coupe du monde de biathlon et glané douze médailles aux Championnats du monde dont trois titres.

## Biographie
En 1986, elle prend part à ses premiers championnats du monde, prenant la médaille de bronze en relais. En 1987, elle gagne deux médailles de bronze en mondial (sprint et relais) et prend le deuxième rang de la Coupe du monde. Elle atteint le pic de sa carrière dès l'année suivante, remportant son premier titre de championne du monde sur l'individuel, remportant aussi la médaille de bronze en sprint et la médaille d'argent en relais.
En 1989 et 1990, Elvebakk ajoute deux titres de championne du monde de sprint à sa collection.
En 1994, elle dispute ses dernières courses dans le circuit mondial de biathlon.
Dans les années 2000 et 2010, elle prend part à quelques courses longue distance de ski de fond.

## Palmarès

### Jeux olympiques
Anne Elvebakk compte deux participations et seulement deux courses disputées aux Jeux olympiques, en 1992 à Albertville, où elle termine trente-deuxième du sprint, et en 1994 à Lillehammer où elle termine cinquante-neuvième de l'individuel.

### Championnats du monde
| Mondiaux \ Épreuve | individuel               | Sprint                    | Relais                    | Par équipes                      |
| 1986 Falun         | 11e                      | 9e                        | Médaille de bronze, monde | Épreuve inexistante à cette date |
| 1987 Lahti         | 21e                      | Médaille de bronze, monde | -                         | Épreuve inexistante à cette date |
| 1988 Chamonix      | Médaille d'or, monde     | Médaille de bronze, monde | Médaille d'argent, monde  | Épreuve inexistante à cette date |
| 1989 Feistritz     | Médaille d'argent, monde | Médaille d'or, monde      | 5e                        | Médaille d'argent, monde         |
| 1990 Minsk Oslo    | 9e                       | Médaille d'or, monde      | Médaille d'argent, monde  | -                                |
| 1991 Lahti         | 10e                      | 12e                       | Médaille d'argent, monde  | -                                |
| 1993 Borovets      | 20e                      | 22e                       | 9e                        | 4e                               |

### Coupe du monde
- Vainqueur du classement général en 1988.

#### Classements annuels
| Année | Classement général final |
| 1987  | 2e (Coupe d'Europe)      |
| 1988  | 1re                      |
| 1989  | 5e                       |
| 1990  | 2e                       |
| 1991  | 4e                       |
| 1992  | 32e                      |
| 1993  | 13e                      |
| 1994  | 3e                       |